# 田中貴浩
田中 貴浩（たなか たかひろ、1968年2月 - ）は、日本の宇宙物理学者。専門は特に、重力波物理学、宇宙論。京都大学教授。理学博士（京都大学、1995年）。大阪府高槻市出身。

## 略歴
- 1990年3月 - 京都大学 卒業
- 1995年8月 - 京都大学大学院理学研究科物理学第二専攻博士後期課程修了
- 1995年8月 - 大阪大学大学院理学研究科助手
- 2000年4月 - 京都大学基礎物理学研究所 助教授
- 2003年5月 - 京都大学大学院理学研究科助教授
- 2007年4月 - 京都大学大学院理学研究科准教授
- 2008年4月 - 京都大学基礎物理学研究所教授
- 2014年4月 - 京都大学大学院理学研究科教授